# Lavabit
Lavabit este un serviciu de e-mail format în 2004 care și-a suspendat activitatea în August 2013. A fost deschis și administrat de Ladar Lavison.

## Istoric
Lavabit a fost fondat de programatorii din Texas care au format Nerdshack LLC, redenumind-o în Lavabit LLC anul viitor, ca o opțiune viabilă pentru Gmail. Serviciu gratuit de e-mail oferit de Google care era deja foarte folosit la nivel mondial avea probleme majore în protejarea intimității utilizatorilor fiind folosit și pentru a genera reclame și date pentru marketing . Lavabit oferea protejarea semnificativ mai mare a intimități utilizatorilor, incluzând criptare asimetrică. Avantajul acestei criptări este metoda folosită care rezulta în imposibilitatea de a decripta mesajele chiar și de serviciile de inteligentă ( NSA, CIA). În august 2013, Lavabit avea aproximativ 410.000 de utilizatorii și oferea conturi gratuite și plătite cu spațiu de stocare de la 128 megabytes la 8 gigabytes.
Înainte de incidentul Snowden, Lavabit s-a conformat ordinelor judecătorești emise. De exemplu, în junie 2013, un mandat de căutare a fost executat împotriva unui cont de Lavabit  care era suspectat că poseda pornografie infantilă.

## Conexiunea cu Edward Snowden
Lavabit a intrat în vizorul media în Iulie 2013 când a fost dezvăluit că Edward Snowden folosea adresa de email edsnowden@lavabit.com pentru a invita avocați și activiști care susțineau drepturile omului la o conferința de presă în timpul rețineri sale la Aeroportul Internațional Sheremetyevo din Moscova.Ziua după ce Snowden a dezvăluit acest lucru , guvernul federal din Statele Unite ale Americii a emis un proces în justiție, datat 10 iunie 2013 sub amendamentul din 1994 de stocare a informațiilor, cerând metadate despre un client fără nume. Kevin Poulsen de la publicația Wired a scris că "în acest timp și sub aceste circumstanțe" Snowden este acel client. În iulie 2013 guvernul federal a obținut un mandat judecătoresc care cerea Lavabit-ului să ofere autorităților americane cheile private SSL

## Răspunsul Lavabit
Deși era 9 Iulie, Lavabit încă nu oferise guvernului după o decizie judecătoreasca informațiile cerute, și procurorul care instrumenta acel caz a cerut chemare în instantă a companiei Lavabit și a fondatorului Ladar Lavison sub acuzația de “nerespectarea unui mandat judecătoresc”.
Levison s-a prezentat la 1 August la o întâlnire cu ușile închise cu judecătorul districtului Estic al Virginiei Claude M. Hilton, declarând.
“Intimitatea tuturor utilizatorilor Lavabit este în joc ....” avocatul Lavabit continuând  “Nu vorbim despre afectarea unei singure persoane, ci despre peste 400.000 de utilizatori care sunt utilizatori Lavabit și ne folosesc serviciile deoarece ei cred că mesajele lor sunt în siguranță. Dacă am preda cheile de criptare acest lucru nu mai este posibil.”
În acest moment Levison era de acord cu cererea originala, modificarea codului și interceptarea informațiilor pentru un utilizator, dar guvernul nu mai era interesant de acest lucru.

## Suspendarea
La 8 august 2013, Lavabit și-a suspendat operațiunile și pagina de autentificare a fost înlocuită cu un mesaj de la fondatorul și administratorul Ladar Lavison.
Lavabit este probabil prima firma din IT care a ales să-și suspende operațiunile  decât să se conforme unui ordin din partea guvernului Statelor Unite ale Americii de acces la informații.
Silent Circle o altă companie asemănătoare a urmat exemplu Lavabit oprindu-și toate serviciile de email criptate . Declarând imposibilitate de a menține confidențialitatea emailurilor clienților după o decizie judecătoreasă, Silent Circle ștergând permanent toate cheile de criptare, acest lucru rezultând în imposibilitatea de decriptare a mesajelor trimise până la acea data dar și imposibilitatea de a trimite emailuri în continuare. .